# Mokuso
Als Mokuso (jap. 黙想 „ruhiges Denken“) bezeichnet man in den japanischen Budō-Disziplinen die Meditation vor und nach dem Training in der Tradition des Zazen. Dabei sollen sich die Trainierenden vom Alltag lösen und geistig auf das Training vorbereiten. Sie findet Verwendung im Aikidō, Jūdō, Karate und anderen Kampfkünsten.
Nachdem der Sensei Trainingsbeginn oder -ende ankündigt, stellen sich Schüler und Meister gegenüberstehend auf. Je nach Budō-Disziplinen setzt man sich in die entsprechende Meditationshaltung, meist Seiza, erst der Sensei, dann die Schüler. Der Meister ordnet durch die Aufforderung „Mokusō“ den Beginn der Meditation an. Je nach herrschender Etikette ist es üblich, die Augen dabei ganz oder nur halb zu schließen und den Blick niederzuschlagen, oder die Hände zu einer Mudra zu formen. Es wird kontrolliert geatmet mit kurzem Einatmen durch die Nase, ebenso kurzem Luftanhalten und schließlich sehr langsamem Ausatmen durch den Mund; ein solcher Zyklus dauert etwa 15 Sekunden.
Die Meditation endet nach einigen Atemzyklen je nach Schule, Lehrer und Budō-Disziplin durch Klatschen oder das Kommando „Rei“ oder „Mokusō Yame“. Es folgen die weiteren Teile der jeweiligen Begrüßungszeremonie.